# Kabelo Seakanyeng
Kabelo Seakanyeng (ur. 25 czerwca 1993 w Serowe) – botswański piłkarz grający na pozycji napastnika. Od 2020 jest zawodnikiem klubu Olympique Khouribga.

## Kariera klubowa
Swoją karierę piłkarską Seakanyeng rozpoczął w klubie Botswana Defence Force XI FC, w którym w 2011 roku zadebiutował w pierwszej lidze botswańskiej. W sezonie 2013/2014 został z nim wicemistrzem Botswany. W latach 2015–2018 występował w Gaborone United.
Latem 2018 Seakanyeng przeszedł do południowoafrykańskiego klubu Chippa United FC. Zadebiutował w nim 29 sierpnia 2018 w przegranym 1:2 wyjazdowym meczu z Supersport United FC. W Chippa United grał przez rok.
W 2019 roku Seakanyeng został piłkarzem maltańskiego Lija Athletic FC. Grał w nim przez rok, a następnie przeszedł do marokańskiego Olympique Khouribga. W 2022 roku wypożyczono go do Dibba Al Fujairah FC, w którym zadebiutował 3 września 2022 w przegranym 0:2 wyjazdowym meczu z Al-Jazira Club. W 2023 wrócił do Olympique. 

## Kariera reprezentacyjna
W reprezentacji Botswany Seakanyeng zadebiutował 1 czerwca 2014 roku w wygranym 1:0 meczu kwalifikacji do Pucharu Narodów Afryki 2015 z Burundi, rozegranym w Lobatse.